# Amt Laer
Das Amt Laer war ein Amt im alten Kreis Steinfurt in Nordrhein-Westfalen. Im Rahmen der Gebietsreform in Nordrhein-Westfalen wurde das Amt zum 1. Juli 1969 aufgelöst.

## Geschichte
Im Rahmen der Einführung der Landgemeindeordnung für die Provinz Westfalen wurde 1844 im Kreis Steinfurt aus der Bürgermeisterei Laer das Amt Laer gebildet. Dem Amt gehörten die beiden Gemeinden Laer und Holthausen an.
Das Amt Laer wurde zum 1. Juli 1969 durch das Gesetz zur Neugliederung von Gemeinden des Landkreises Steinfurt aufgelöst. Laer und Holthausen wurden zu einer neuen Gemeinde Laer zusammengeschlossen, die auch Rechtsnachfolgerin des Amtes ist.

## Einwohnerentwicklung
| Jahr | Einwohner | Quelle |
| ---- | --------- | ------ |
| 1858 | 2585      | [ 2 ]  |
| 1871 | 2634      | [ 3 ]  |
| 1885 | 2569      | [ 4 ]  |
| 1910 | 2568      | [ 5 ]  |
| 1939 | 2847      | [ 6 ]  |
| 1950 | 4277      | [ 7 ]  |
| 1969 | 4442      | [ 7 ]  |